# Saïd Gusseïnov
Saïd Muslimovitch Gusseinov (en russe : Caид Mуслимович Гусейнов, Saïd Mouslimovitch Goussinov, Said Muslimovich Guseynov) (né le 10 avril 1955 à Kouliab, au Tadjikistan, alors république de l'Union soviétique) est un coureur soviétique, dont la deuxième place au classement général du Tour de l'Avenir 1979 montre la valeur.

## Biographie
Coureur spécialisé dans les courses à étapes, Saïd Gusseinov est un  des équipiers de Sergueï Soukhoroutchenkov, lors des victoires de celui-ci au Tour de l'Avenir. Originaire d'une des république d'Asie centrale soviétique, sa présence dans l'équipe de l'URSS traduit l'extension de l'aire géographique du cyclisme au sein de l'URSS. Issu du club Dynamo  de Douchanbé, il prend part à ses premières compétitions internationales en 1974. Il est alors âgé de 19 ans. Il remporte le Milk Race en 1977. Sa carrière de coureur s'est faite dans la seule catégorie "amateurs". Peu souvent vainqueur lui-même (il remporte un Tour de Grande-Bretagne, course de premier plan ), il est un des éléments de base de l'équipe soviétique, qui aligne succès sur succès à la fin des années 1970.

## Palmarès

### Palmarès année par année
- 1974
  - 3e du Grand Prix Guillaume Tell
  - 3e du Tour du Limousin
- 1975
  - Course de la Victoire :
    - Classement général
    - 3e étape[3]
- 1976
  - 3e du championnats d'Union soviétique sur route
- 1977
  - Milk Race[4]
- 1978
  - 4e étape du Tour de Yougoslavie
  - 4ea étape du Tour de Cuba (contre-la-montre par équipes)
  - 6e étape  du Tour de l'Avenir (contre-la-montre par équipes avec l'équipe de l'Union soviétique)[5]
- 1979
  - Prologue (contre-la-montre par équipes avec l'équipe d'URSS) et 2e étape du Tour des régions italiennes
  - 3e et 8e étapes du Tour de Yougoslavie
  - 2e étape du Tour de l'Avenir (contre-la-montre par équipes avec l'équipe d'URSS)
  - 4e étape du Tour de Cuba (contre-la-montre par équipes)
  - 2e du Tour de l'Avenir[6]
  - 2e du Tour de Yougoslavie

### Classements divers
- Victoire au classement par équipes avec l'équipe d'URSS  :
  - Course de la Paix : 1978 et 1979
  - Tour de l'Avenir : 1978 et 1979
  - Milk Race : 1977
  - Tour de Yougoslavie : 1978
  - Grand Prix Guillaume Tell : 1978[7]
  - Tour de Cuba : 1979 (équipe unique d'URSS) et 1980 (équipe URSS-A)[8]
- Aux championnats du monde sur route amateurs :
  - 20e en 1977
  - 49e en 1978

## Distinction
- 1978 : Maître émérite du sport soviétique (cyclisme)[9]